# William Whitby
William Whitby es un médico de cabecera y ensayista australiano, conocido por sus libros que defienden el uso del tabaco.

## Biografía
Fue traducido en varios idiomas.

## Obra
en inglés
- William T. Whitby, Smoking is good for you, Common Sense Publications, Bondi Junction (Australia), 1978.
- William T. Whitby, The smoking scare de-bunked, Common Sense Publications, Bondi Junction (Australia), 1986.

en italiano
- William T. Whitby, Il fumo vi fa bene, Rizzoli, Milano, 1983. Traduzione italiana di Smoking is good for you, 1981.

en francés
- Vive le tabac, janvier 1983 - ASIN : B003WVX4EI